# Unteroffizierschule Treptow an der Rega

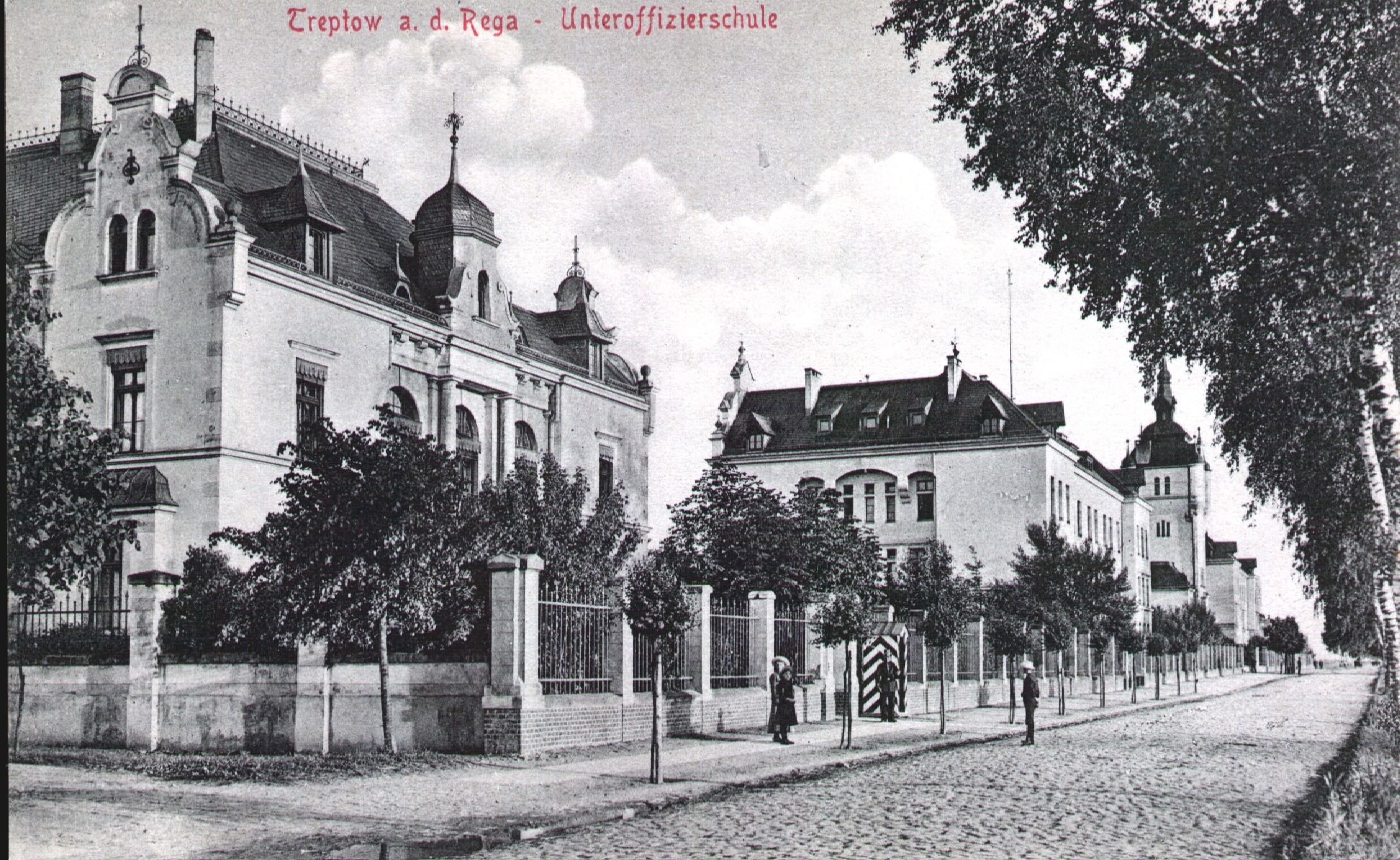
Unteroffiziersschule in Treptow a.R. (1903)

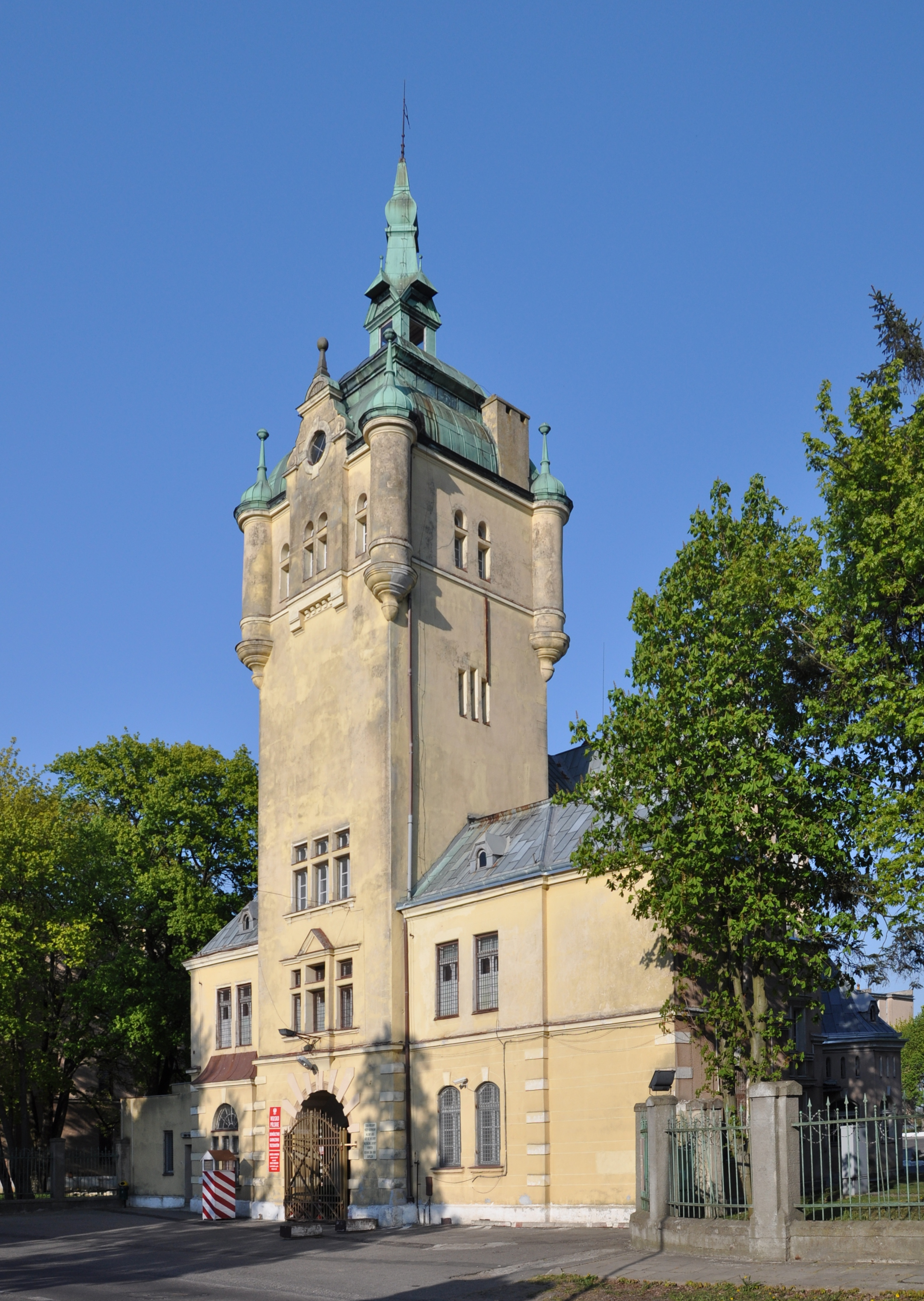
Haupttor (2015)

Die Unteroffizierschule Treptow an der Rega war eine der neun Unteroffizierschulen im Deutschen Kaiserreich.

## Geschichte
Die Unteroffizierschule Treptow an der Rega in Pommern wurde am 1. April 1901 als siebte der preußischen Armee eröffnet. Zweck war es, die Fußtruppen der Armee mit Unteroffiziernachwuchs zu versorgen. An zentraler Stelle stand das Kommandantenhaus an der Wilhelm-Straße, im großen Karree um einen Exerzierplatz gruppierten sich Kasernen und die Schulgebäude.
Die Schule musste nach dem Ersten Weltkrieg auf Grund des Versailler Vertrags geschlossen werden. Ab den 1920er Jahren befand sich im Komplex die Polizeischule der Provinz Pommern, bis er ab 1. März 1940 eine der zunächst zwei Heeresunteroffizierschulen der Wehrmacht aufnahm.
Da Treptow a. d. Rega im Zweiten Weltkrieg kaum beschädigt wurde, blieb der Gebäudekomplex vollständig erhalten. Ab 1945 nutzten ihn verschiedene Einheiten der polnischen Landstreitkräfte. Seit 2001 ist er Standort des 3. Bataillons der 7. Küstenschutzbrigade (7 Pomorska Brygada Obrony Wybrzeża).